# Abbaye de la Joie Notre-Dame
Pour les articles homonymes, voir Abbaye Notre-Dame et Notre-Dame-de-la-Joie.
Ne doit pas être confondu avec Abbaye Notre-Dame de la Joie.
L’abbaye de la Joie-Notre-Dame est une abbaye cistercienne située dans la commune de Campénéac, à l'orée de la forêt de Paimpont. Elle a été construite en 1953. Les moniales étaient auparavant à Sainte-Anne-d'Auray.

## Historique
La communauté fut fondée en 1920 à Auray par les sœurs de l'abbaye Notre-Dame de la Coudre de Laval en Mayenne, sous le vocable de « Notre Dame de Bonne Garde ». Mais, les locaux se sont vite révélés inadaptés à la vie monastique et la propriété jugée trop exiguë pour faire vivre l'ensemble de la communauté, son transfert fut décidé en 1947.
La même année, les frères de l'abbaye Notre-Dame de Timadeuc se portèrent alors acquéreur de la propriété du château La Ville Aubert, avec sa ferme et commencèrent la construction du monastère. La communauté y fut transférée en 1953 prenant alors le nom de l’ancienne abbaye La Joye d’Hennebont fondée en 1260 par Blanche de Navarre, comtesse de Champagne et femme de Jean Ier, duc de Bretagne et disparue lors de la Révolution française.

## Filiation et dépendances
La Joie Notre-Dame est liée à l’abbaye Notre-Dame de Timadeuc dont les frères ont construit le monastère actuel et dont le père abbé est père immédiat des moniales.
La Joie Notre-Dame a une fondation à Madagascar : Notre-Dame d’Ampibanjinana dont le père abbé de Timadeuc est également père immédiat

## Liste des abbesses
- 1921-1938 : M. Marie Perney
- 1938-29/08/1941 : M. Lutgarde Masson (1)
- 29/08/1941-05/11/1941 : M. Gertrude Trébault
- 05/11/1941-1942 : Vacance
- 1942-1954 : M. Lutgarde Masson (2)
- 1954-1971 : M. Bernarde Moal
- 1971-1989 : M. Madeleine Cabillic
- 1989-1996 : M. Geneviève-Marie Fravalo
- 1997-2012 : M. Michaël (Françoise) Le Tendre
- 2012-2018 : M. Marie-Joseph (Martine) Dhanger
- 2018-2021 : M. Anne-Marie Gillot (ad nutum)
- 2021- : M. Soazig (Marie-Françoise) Connan

## Activités des moniales
Depuis plus de 25 ans[Quand ?], les sœurs fabriquent des gâteaux à l'ancienne. Leurs produits sont des galettes sablées bretonnes, des gâteaux bretons des pains d'épices, et des croque-thés aux amandes, aux noisettes et à l’orange.
Elles font également du chocolat depuis 20 ans[Quand ?], en privilégiant le chocolat noir.
De 1953 à 1994, la communauté de l'abbaye a produit un fromage au lait cru portant son nom.

## Photos

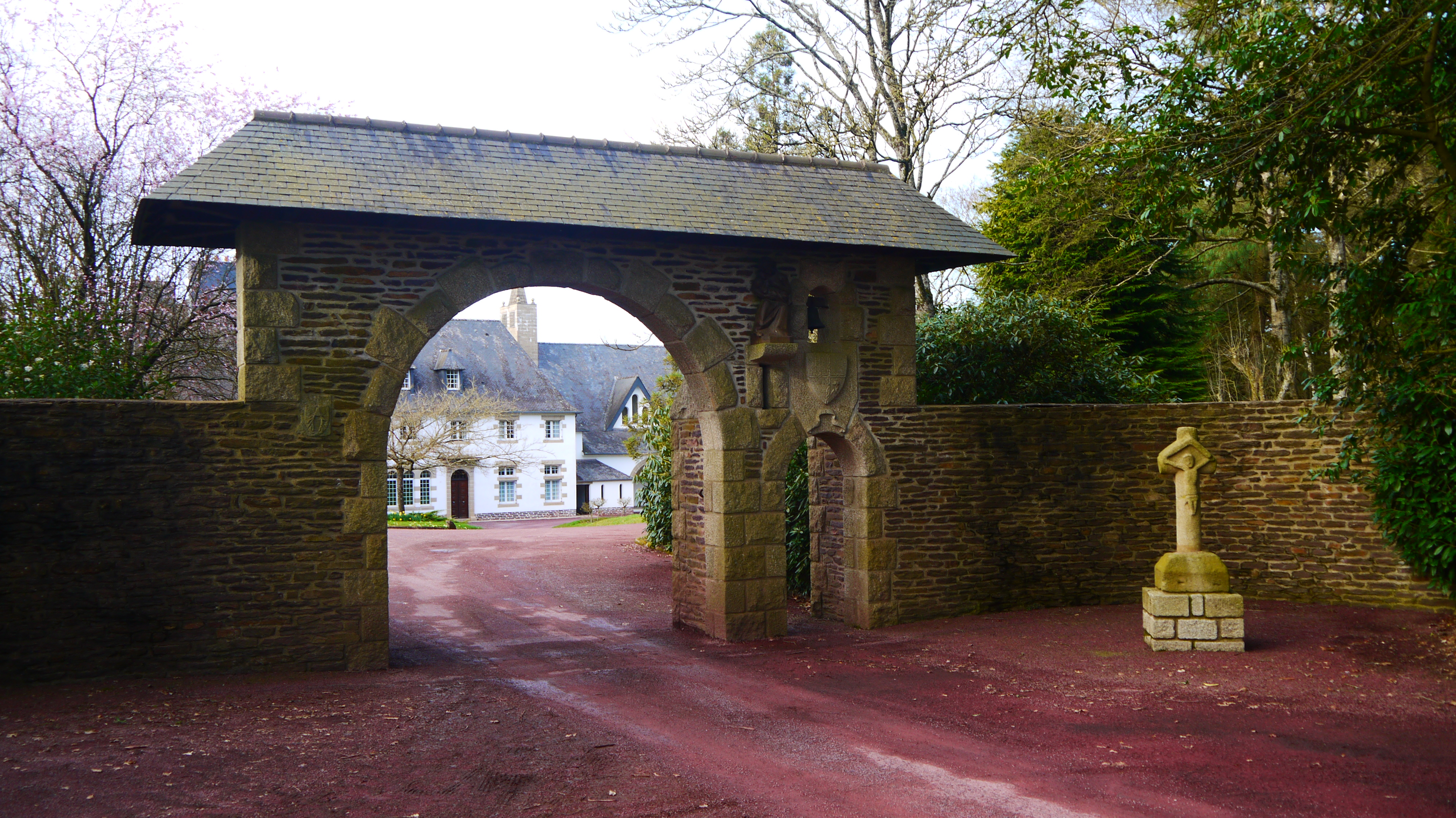
Porche d'entrée de l'abbaye.
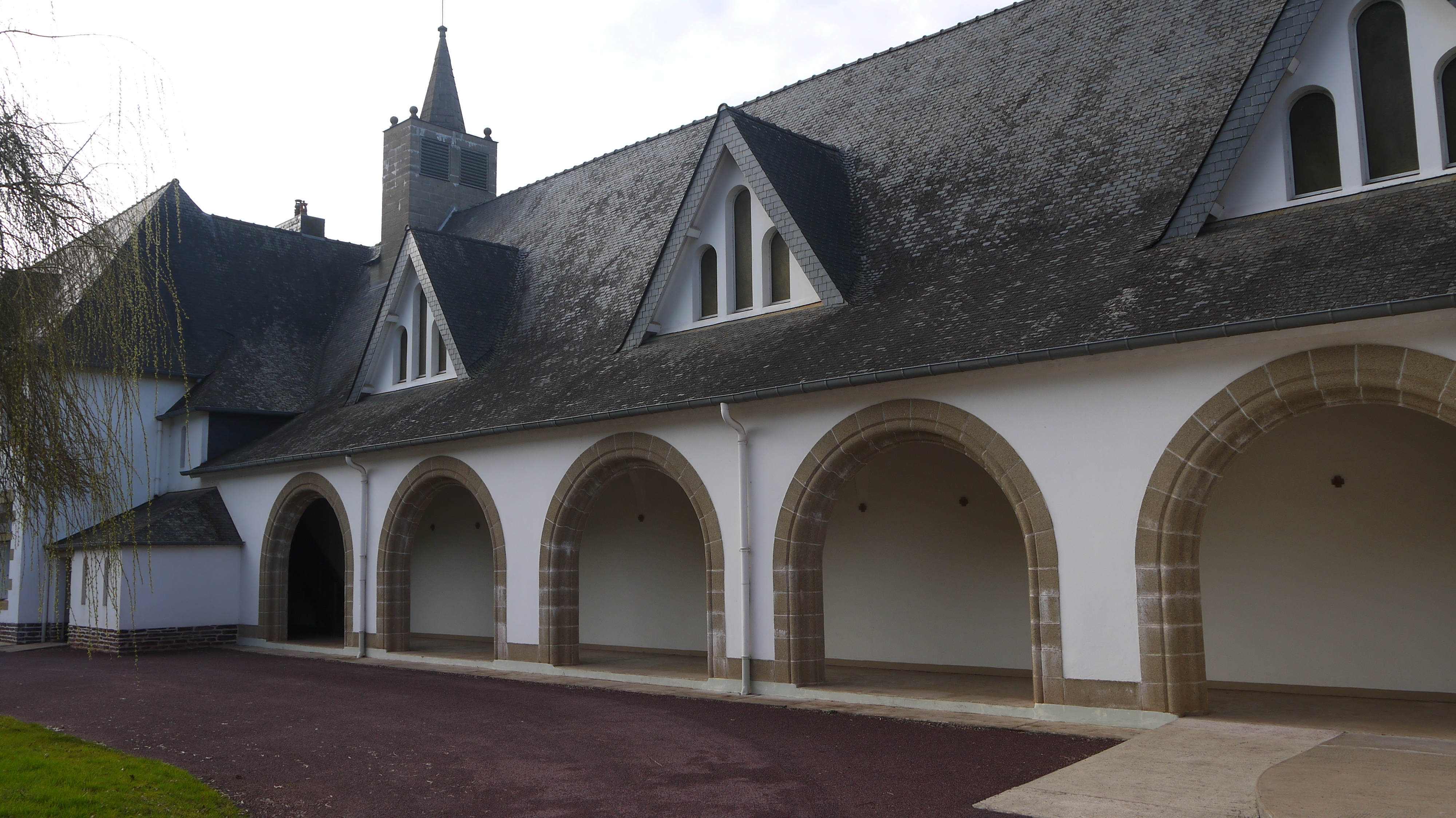
Le cloître et l'église abbatiale.
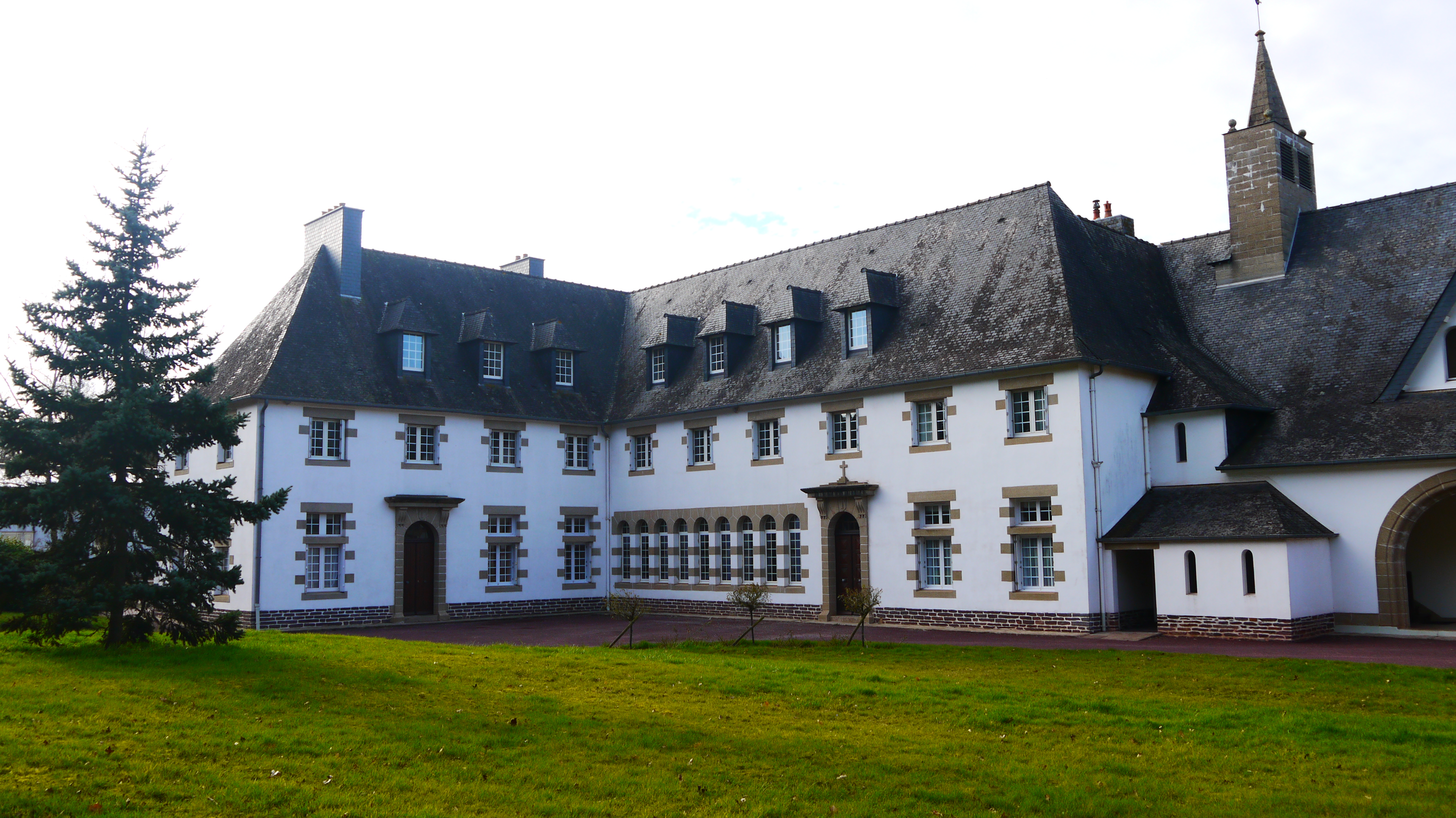
L'hôtellerie de l'abbaye.
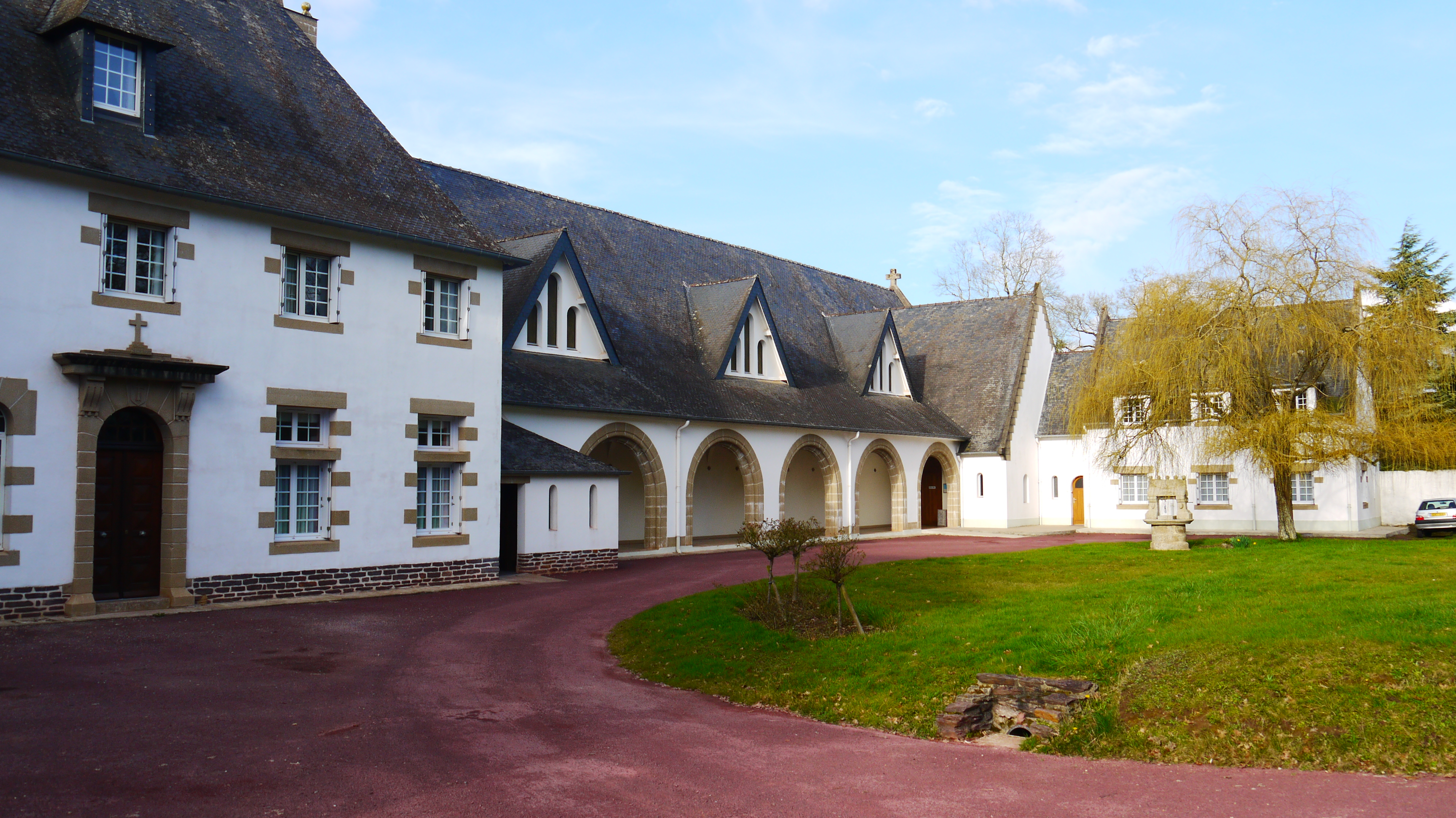
L'abbaye.
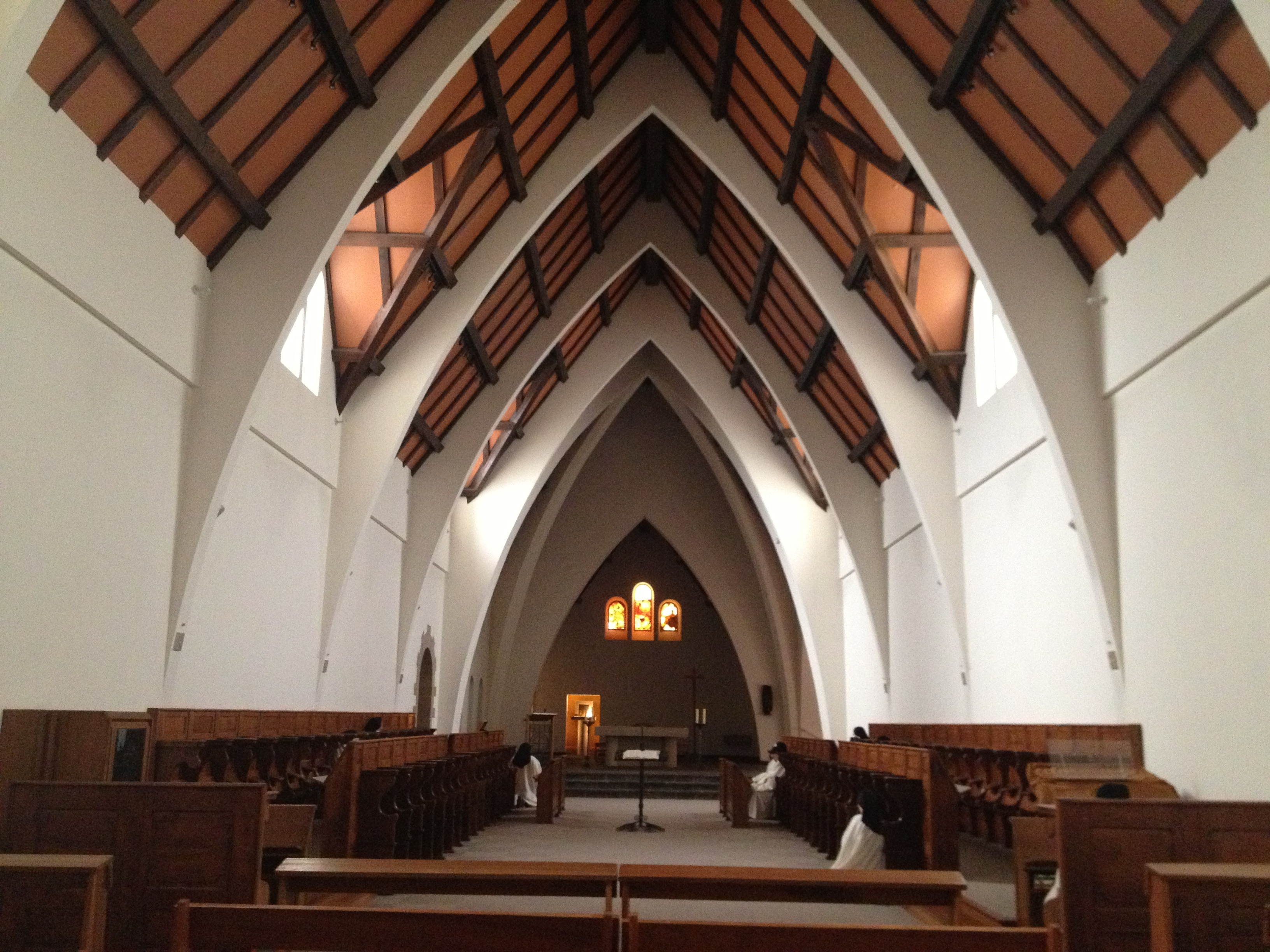
Nef de l'église abbatiale.
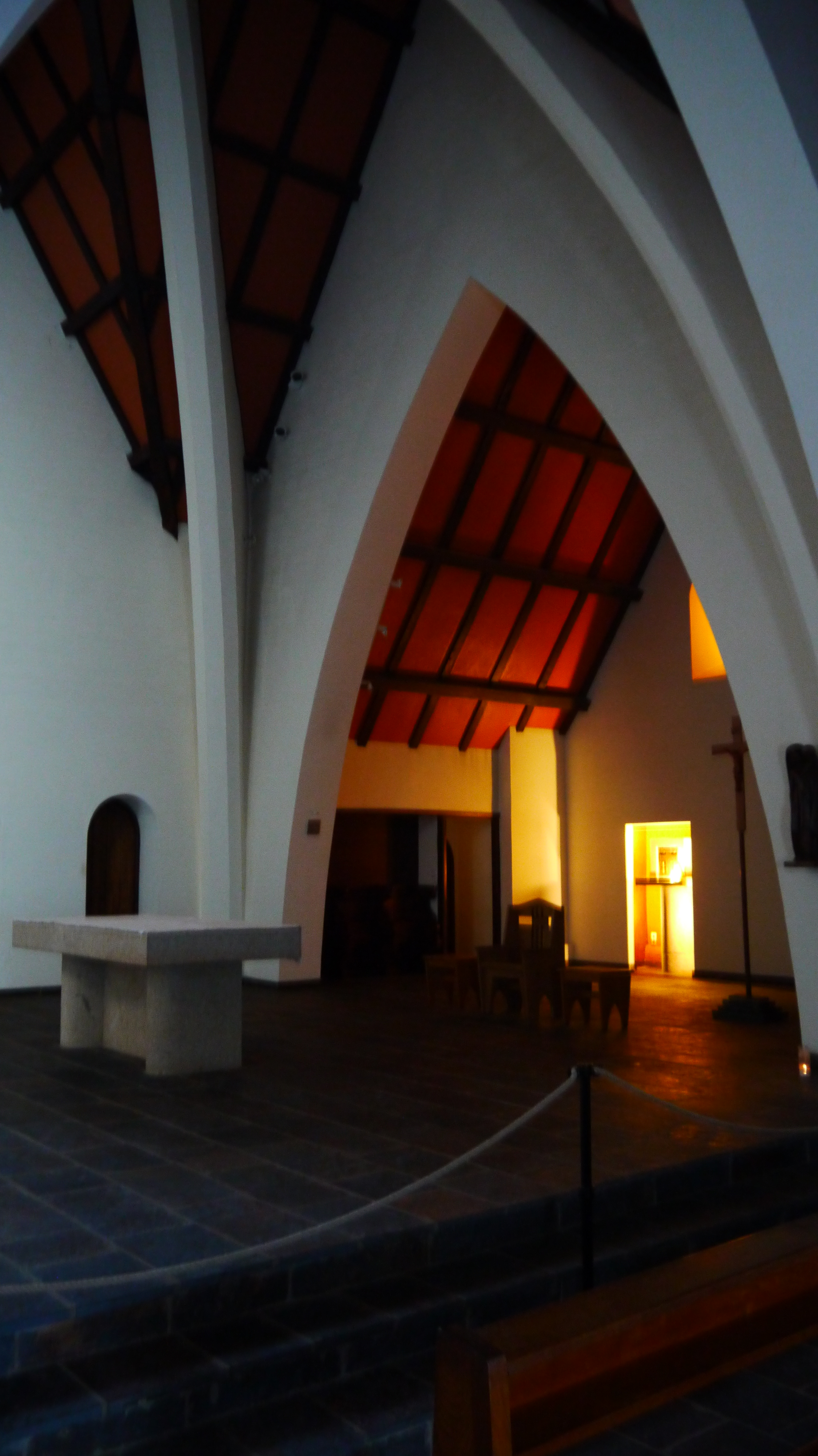
Bas-côté de l'église abbatiale.